# Pablo Almazán
Pablo Almazán Sierra (Granada, España; 15 de enero de 1989) es un baloncestista español. Juega de alero y su actual equipo es el Club Baloncesto San Pablo Burgos de la Primera FEB. Su hermano Eloy Almazán también es jugador de baloncesto.

## Trayectoria
Almazán se formó en las categorías inferiores del Unicaja de Málaga desde que era cadete. Entre 2009 y 2012, Almazán fue compitiendo en las diferentes categorías del baloncesto español, como miembro de las plantillas del Clínicas Rincón Axarquía, el Canasta Unibasket Jerez, el Baloncesto Plasencia de LEB Plata y de Casademont Zaragoza como cedido.
En la temporada 2012-13, el jugador inició una amplia trayectoria por LEB Oro, en una etapa en la que jugó con Leyma Coruña, Río Breogán, Navarra, compitiendo una temporada en cada club, y firmó por el Melilla Ciudad del Deporte, en el que permaneció a lo largo de tres temporadas.
En la temporada 2018-19, firma por el Real Betis Baloncesto de LEB Oro, y en el conjunto sevillano ganó la Copa Princesa de Asturias en 2019 y logró el ascenso a Liga ACB, en la que disputó cuatro temporadas. Tras el descenso de vuelta a la segunda categoría del baloncesto español, el alero continuó como capitán del equipo, en el que permanecería durante seis temporadas en la entidad verdiblanca.
El 14 de agosto de 2024, firma por el Club Baloncesto San Pablo Burgos de la Primera FEB.

## Equipos
- Categorías inferiores del Unicaja de Málaga
- Club Baloncesto Axarquía (2007-2008)
- Canasta Unibasket Jerez (2008-2009)
- Club Baloncesto Plasencia (2009-2010)
- Club Baloncesto Axarquía (2010-2011)
- Unicaja Málaga (2010-2011)
- CAI Zaragoza  (2011-2012)
- Club Basquet Coruña (2012-2013)
- Club Baloncesto Breogán (2013-2014)
- Basket Navarra Club (2014-2015)
- Club Melilla Baloncesto (2015-2017)
- Real Betis Baloncesto (2018-2024)
- Club Baloncesto San Pablo Burgos  (2024-)

## Palmarés
- 2005-06. Unicaja. Junior. Campeón Campeonato de España
- 2005. España. Europeo Sub-16, en León (España). Bronce
- 2009. España. Europeo Sub-20, en Rodas (Grecia). Bronce
- 2019. Betis Basket Energía Plus. Copa Princesa de Asturias, en Sevilla.